# 韦伊
韦伊（法語：Veilly，法語發音：[vɛji]）是法国科多尔省的一个市镇，属于博讷区。

## 地理
韦伊（47°7'37"N, 4°35'56"E）面积5.39 平方千米，位于法国勃艮第-弗朗什-孔泰大區科多尔省，该省份为法国中东部省份，北起奥布省，西接涅夫勒省和约讷省，南至索恩-卢瓦尔省，东南接汝拉省，东临上索恩省，东北部与上马恩省接壤。
与韦伊接壤的市镇（或旧市镇、城区）包括：屈莱特尔、欧克桑、贝塞拉库尔、富瓦西、托米雷。

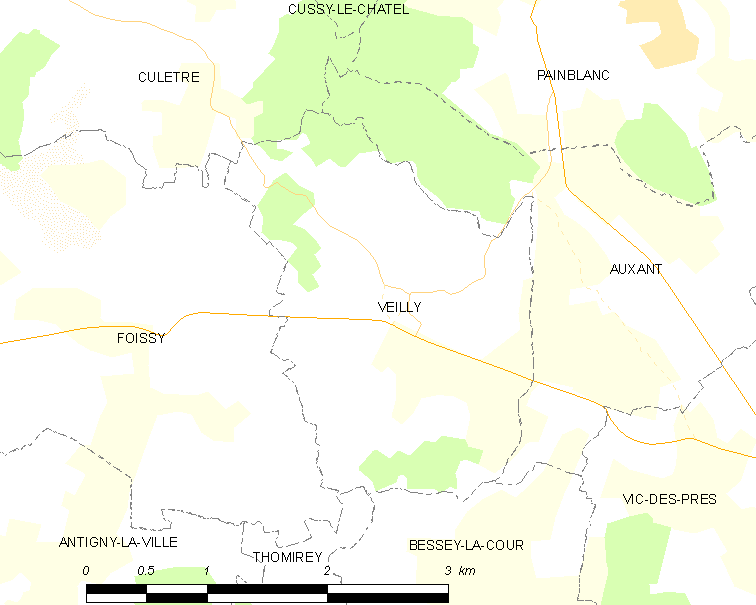
韦伊的OSM定位图

韦伊的时区为UTC+01:00、UTC+02:00（夏令时）。

## 行政
韦伊的邮政编码为21360，INSEE市镇编码为21660。

## 政治
韦伊所属的省级选区为阿尔奈勒迪克县。

## 人口

1962-2008年间韦伊人口变化图示

韦伊于2022年1月1日时的人口数量为56人。